# Plunket Society

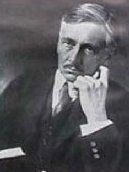
Gründer Truby King

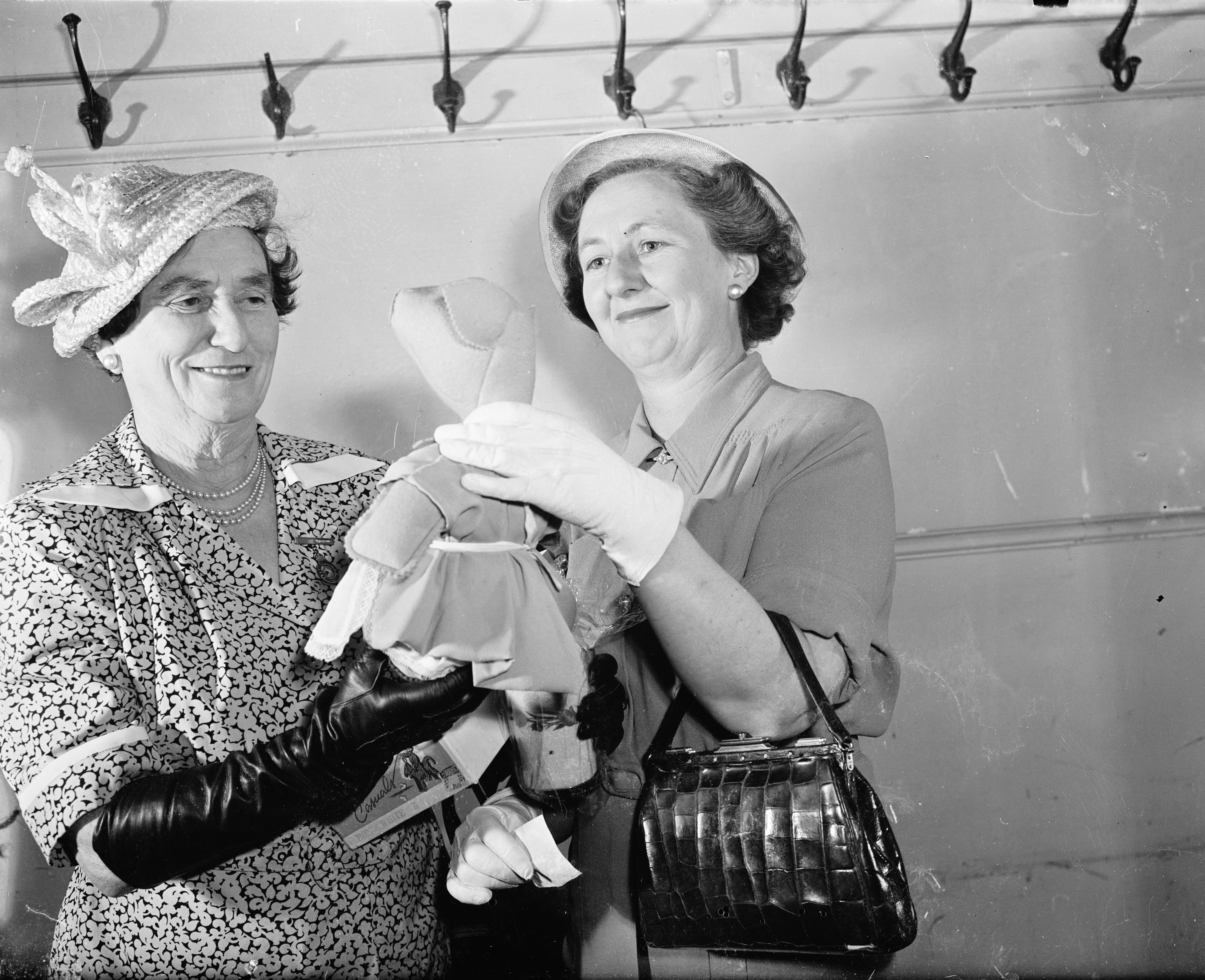
Abgeordnete Hilda Ross (links) und Mrs. Gilmer, Präsidentin der Plunket Society, bei der Eröffnung der Karitane Fair 1950 in Wellington

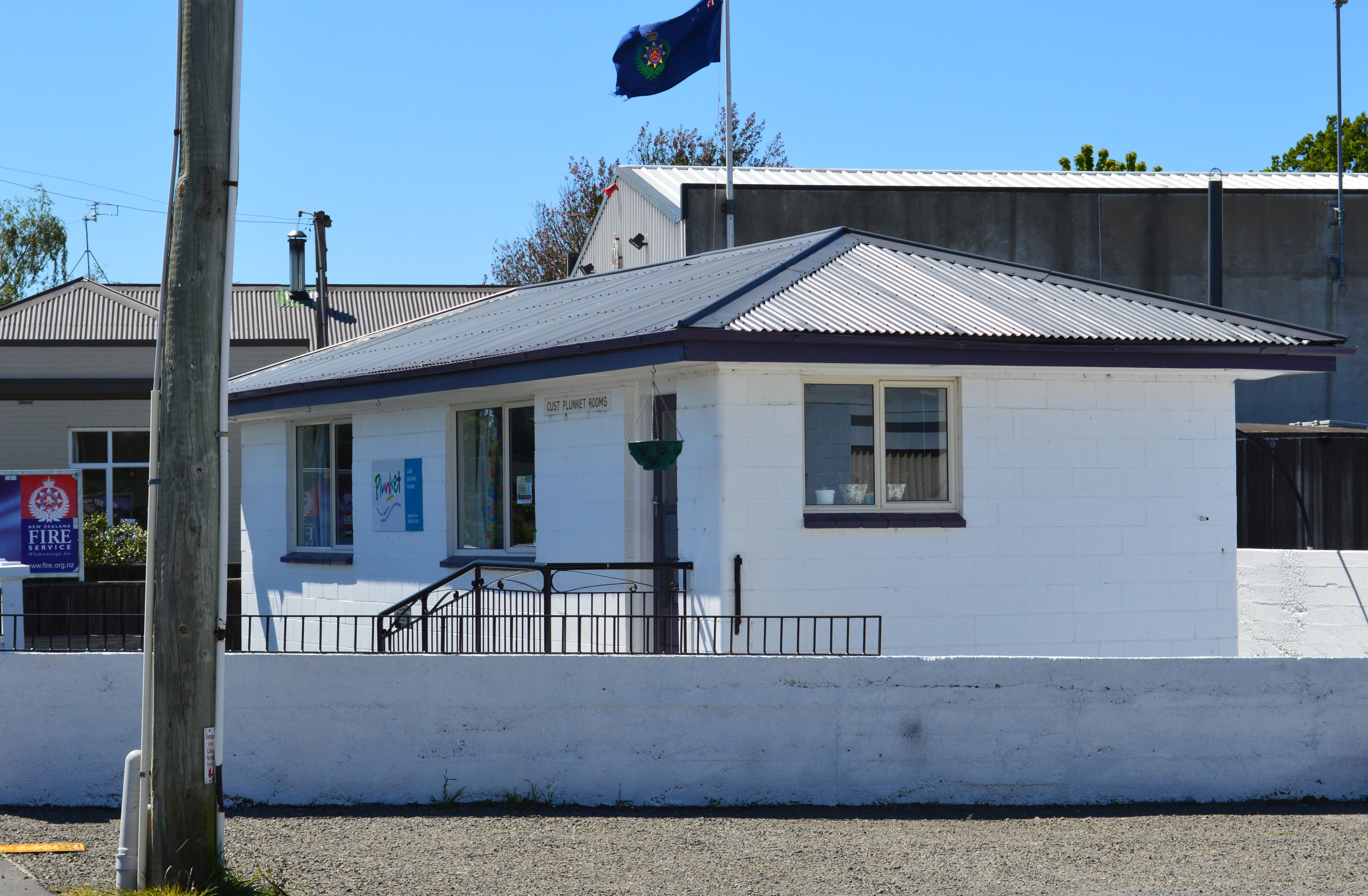
Plunket Rooms in Cust

Die Royal New Zealand Plunket Society (in Neuseeland umgangssprachlich „Plunket“) ist karitative Organisation mit Sitz in Wellington,  Neuseeland. Sie bietet Gesundheitsdienstleistungen mit dem Ziel gesunder Babys und Kleinkinder. Die Mission der Plunket Society ist sicherzustellen, „dass die neuseeländischen Kinder unter den gesündesten der Welt sind“.

## Geschichte
Das Treffen, das zur Gründung der Gesellschaft führte, fand am 14. Mai 1907 in Dunedin unter Leitung von Truby King statt. King war ein Ärztlicher Direktor und Dozent für psychische Erkrankungen. Er glaubte, wenn man den Eltern Unterstützungsleistungen zur Verfügung stellt, könne die Gesellschaft sicherstellen, dass die Kinder gut ernährt würden und damit die Kindersterblichkeit sinken würde. Er glaubte weiter, dass davon auch die Gesundheit der Kinder im Erwachsenenalter profitieren würde.
Die Gesellschaft hieß ursprünglich Royal New Zealand Society for the Health of Women and Children. Den heutigen Namen erhielt sie zu Ehren einer frühen Förderin der Gesellschaft, Victoria Alexandrina Plunket, einer Mutter von acht Kindern und Ehefrau des damaligen Gouverneurs William Plunket, 5. Baron Plunket.
Innerhalb eines Jahres hatte die Gesellschaft ihr erstes Zentrum in Truby's Haus Kingscliff in Karitane bei Dunedin eröffnet, weitere folgten in Auckland, Wellington und Christchurch.
Sie hatte viele Jahre mit der falschen Ansicht zu kämpfen, sie wäre gegründet worden, um ausschließlich für die Kinder der Pakeha (Siedler europäischer Abstammung) zu sorgen. Dies wurde durch die Tatsache verstärkt, dass das Department of Health einen Native Health Nurse Service (Eingeborenen-Gesundheitsschwestern-Dienst) für die Māori in ländlichen Gegenden betrieb.
1912 machte King eine Vortragsreise über die Plunket Society. Diese sorgte für viel Unterstützung für die Gesellschaft, hauptsächlich  da King die Auswirkungen auf die Kindersterblichkeit übertrieben darstellte. Im Ergebnis wurden 60 neue Zentren in Neuseeland gegründet. In jedem Zentrum arbeitete eine Krankenschwester. Diese Zentren wurden als Plunket Room bezeichnet, heute als  Plunket Clinics.
King veröffentlichte mehrere Handbücher, unter ihnen Feeding and Care of Baby (1913) und The Expectant Mother and Baby's First Months (1916). Letzteres wurde in Neuseeland jedem Antragsteller für eine Heiratslizenz ausgehändigt.

## Plunket heute
Die Lehre und Organisation der Gesellschaft änderte sich über die Jahre. Prägten anfangs strikte Regeln die Vorstellung von Elternschaft, stehen heute Fürsorge und Unterstützung im Vordergrund. Die „Karitane Hospitals“ wurden in den 1970ern durch Plunket-Karitane-Femilienzentren abgelöst. Ab 1981 wurden Kindersitze für das Auto vermietet, seit 1994 gibt es eine telefonische Beratung „PlunketLine“. Für die unter den Māori tätigen Gesundheitsberater wurden spezielle Trainingsprogramme geschaffen, um ihnen eine kulturell angemessene Beratung zu ermöglichen. Plunket erhält zunehmend Zulauf durch von den Pazifikinseln stammende Familien.